# Far Corporation
Far Corporation war eine multinationale Rockband, die 1985 vom deutschen Musikproduzenten Frank Farian gegründet wurde. Der Band gehörten unter anderem Mitglieder von Barclay James Harvest, Toto und der ebenfalls von Farian produzierten Gruppe Boney M. an.

## Geschichte
Ursprünglich war die Band als Frank Farian Corporation zusammengestellt worden, um eine Coverversion des Paul-Simon-Stücks Mother and Child Reunion als Wohltätigkeitsplatte für die Hungerhilfe in Äthiopien aufzunehmen. Sie erreichte in mehreren europäischen Ländern die Top 10. Zu den Musikern, die Farian zusammenstellte, gehörten die Sänger Robin McAuley, Henry Gorman, die Schlagzeuger Curt Cress und Peter Bold sowie die drei Toto-Mitglieder Bobby Kimball (Sänger), David Paich (Keyboarder) und Steve Lukather (Gitarrist).
Unter dem Namen Far Corporation veröffentlichte die Gruppe 1985 ihr erstes Album Division One bei IMP/ATCO Records. Die Gruppe wurde vor allem durch ihre Coverversion von Stairway to Heaven bekannt. Entgegen der öffentlichen Wahrnehmung waren sie die erste Band, die mit diesem Song die Single-Charts erreichte, da Led Zeppelin ihn nie als Single veröffentlicht hatte. Es war die einzige Version des Songs, die die Billboard Hot 100 erreichte; sie belegte dort im Oktober 1986 Platz 89. In den britischen Single-Charts erreichte sie Platz acht und in Deutschland Platz 14.
Ebenfalls auf dem Album enthalten ist eine Coverversion von Fire and Water der Band Free, die als weitere Single veröffentlicht wurde. Die Band wurde durch einen Vollplayback-Auftritt im ZDF in der Sendung Rockpop promotet. Die Show wurde auch von Robert Plant besucht, der Robin McAuley hinter der Bühne zu seiner großartigen Leistung gratulierte.
Ein nächstes Album, Advantage, wurde für eine Veröffentlichung im Jahr 1987 fertiggestellt und mit der neuen Single One by One angekündigt. Sowohl diese als auch die zweite Single – eine Coverversion von Cockney Rebels Sebastian – erreichten nicht die Charts, und das Album wurde schließlich nicht veröffentlicht. Zwei Jahre später erschien ein weiterer Track, She’s Back Again, auf dem Soundtrack zur deutschen Fernsehserie Blaues Blut (1989).
Zwei der verlorenen Aufnahmen des Albums, Make Believe und Big Brother, tauchten 1989 als Bobby-Kimball-Duette auf dem Album Ambush in the Night von Jayne Collins und dem zweiten Album The Moment of Truth (1991) von Milli Vanilli auf, die beide ebenfalls von Farian produziert wurden. Der Rest, mit Ausnahme von One by One, wurde 1994 zusammen mit einigen neuen Aufnahmen auf dem zweiten Album der Gruppe, Solitude auf MCI-BMG, wiederverwendet. Diesmal wurde die Gruppe vom ehemaligen Thin-Lizzy-Gitarristen Scott Gorham unterstützt; auf dem Album ist auch eine Coverversion des 21-Guns-Songs Just a Wish enthalten.

## Diskografie
Alben
- 1985: Division One (IMP)
- 1994: Solitude (MCI)

Singles
- 1985: Stairway to Heaven (IMP)
- 1986: Fire and Water (Arista)
- 1986: You Are the Woman (Arista)
- 1987: Sebastian (IMP)
- 1987: One by One (IMP)
- 1994: Rainy Days (BMG, MCI)